# روتی آن مایلز

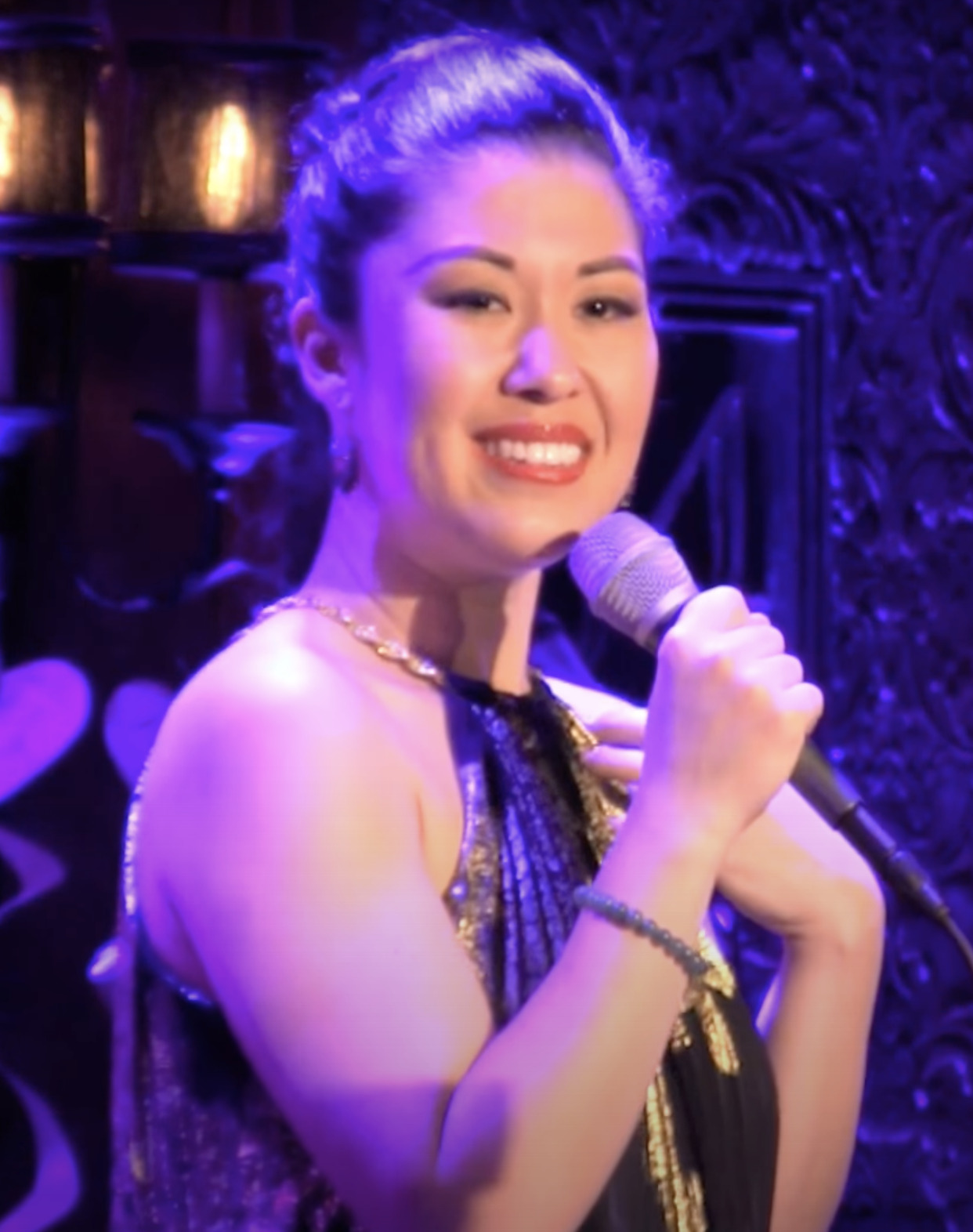

روتی آن مایلز (زاده ۲۱ آوریل ۱۹۸۳) یک هنرپیشه آمریکایی است که بیشتر به خاطر نقش‌هایش در تئاتر موزیکال و تلویزیون شناخته می‌شود. مایلز در آریزونا متولد شد و توسط مادر کره‌ای خود، استر ونگ، معلم موسیقی، ابتدا در کره و از کلاس دوم در هونولولو، هاوایی بزرگ شد. مایلز گفته‌است: «من مجبور بودم خیلی سریع و خیلی سخت کار کنم تا لهجه ام را بشکنم. او در دبیرستان Kaimuki شرکت کرد و در سال ۲۰۰۱ فارغ‌التحصیل شد، و سپس دانشگاه اورگان جنوبی قبل از اخذ مدرک لیسانس خود در دانشگاه آتلانتیک پالم بیچ در سال ۲۰۰۵ تحصیل کرد. او مدرک کارشناسی ارشد موسیقی در اجرای آواز را با تاکید بر تئاتر موسیقی در مدرسه فرهنگ، آموزش و توسعه انسانی دانشگاه استاینهارت دریافت کرد.او به مدت دو سال از سال ۲۰۱۱ شب کریسمس و شخصیت‌های دیگر را در خیابان کیو خارج از برادوی بازی کرد. برای نقش اصلی اش در نقش ایملدا مارکوس در اینجا عشق است، در سال ۲۰۱۳ خارج از برادوی در تئاتر عمومی، او برنده جایزه جهانی تئاتر و جایزه لوسیل لورتل شد. مایلز در تورهای ملی سوئینی تاد (در نقش آدولفو پیرلی) و آنی ظاهر شده‌است. او نقش‌های متعددی در تئاتر منطقه ای ایفا کرده و در فیلم من مایکل هستم به عنوان پزشک ظاهر شده‌است. از سال ۲۰۱۹، مایلز نقش برجسته شری کانسکی را در مجموعه تلویزیونی All Rise بازی کرده‌است.

### تئاتر
| سال     | عنوان                                    | نقش           | تئاتر                      | منابع  |
| ------- | ---------------------------------------- | ------------- | -------------------------- | ------ |
| ۲۰۰۴    | دو به دو                                 | لیا           | خانه بازی شهرستان کامبرلند |        |
| ۰۹–۲۰۰۸ | سوینی تاد: آرایشگر شیطان صفت خیابان فلیت | پیرلی         | تور ملی آمریکا             |        |
| ۲۰۰۹    | خیابان Q                                 | گروه          | مراحل دنیای جدید           |        |
| ۲۰۱۰    | غرش رنگ روغن - بوی جمعیت                 | قلدر قرمز     | تئاتر یورک                 | [ ۱۳ ] |
| ۲۰۱۳–۱۵ | اینجا عشق نهفته‌است                       | ایملدا مارکوس | تئاتر عمومی                |        |
| ۲۰۱۵–۱۶ | من و شاه                                 | بانو تیانگ    | تئاتر ویویان بومونت        |        |
| ۲۰۱۷    | یکشنبه در پارک با جورج                   | فریدا/بتی     | تئاتر هادسون               | [ ۱۴ ] |
| ۲۰۱۸    | شطرنج                                    | سوتلانا       | تئاتر آیزنهاور             |        |
| ۲۰۱۸    | من و شاه                                 | بانو تیانگ    | پالادیوم لندن              | [ ۱۵ ] |

### فیلم
| سال  | عنوان   | نقش  | یادداشت           | منابع  |
| ---- | ------- | ---- | ----------------- | ------ |
| ۲۰۲۰ | روی ماه | مادر | صدا؛ فیلم انیمیشن | [ ۱۶ ] |

### تلویزیون
| سال    | عنوان       | نقش            | یادداشت              | منابع  |
| ------ | ----------- | -------------- | -------------------- | ------ |
| ۲۰۱۶   | آمریکایی‌ها  | جوان هی سونگ   | ۶ قسمت               |        |
| ۲۰۱۷   | ابتدایی     | کارآگاه راکاوی | قسمت: "مهمان من باش" |        |
| ۲۰۱۹ – | همه برخاستن | شری کانسکی     | بازیگران اصلی        | [ ۱۷ ] |

## جوایز و نامزدها
| سال  | جایزه                     | دسته‌بندی                        | کار نامزد شده      | منابع  |
| ---- | ------------------------- | ------------------------------- | ------------------ | ------ |
| ۲۰۱۴ | جایزه لوسیل لورتل         | بازیگر نقش اول زن در یک موزیکال | اینجا عشق نهفته‌است |        |
| ۲۰۱۴ | جایزه جهانی تئاتر         |                                 | اینجا عشق نهفته‌است |        |
| ۲۰۱۵ | جایزه تونی                | بهترین بازیگر زن در یک موزیکال  | من و شاه           | [ ۱۸ ] |
| ۲۰۱۵ | جایزه حلقه منتقدان بیرونی |                                 | من و شاه           |        |
| ۲۰۱۹ | جایزه لارنس اولیویه       |                                 | من و شاه           |        |